# کونکوردیا (انتیوکیا)
کونکوردیا (انتیوکیا) (به اسپانیایی: Concordia, Antioquia) یک سکونتگاه مسکونی در کلمبیا است که در Southwestern Antioquia واقع شده‌است.